# La confraternita del pugnale nero
La confraternita del pugnale nero (Black Dagger Brotherhood) è una serie di romanzi paranormal romance scritta dall'autrice J.R. Ward. I libri raccontano le vicende di alcuni vampiri guerrieri che vivono insieme difendendo la propria razza contro i lesser, umani privati della loro anima che cacciano i vampiri. Il primo libro della serie venne pubblicato nel 2005.
Nel 2025, Tosca Musk ha diretto e pubblicato i primi episodi della serie basata sulla famosa serie di romanzi "La confraternita del pugnale nero". La produzione ha suscitato grande entusiasmo tra i fan della serie, promettendo di portare sullo schermo le intense storie d'amore e le avventure dei vampiri che hanno affascinato i lettori. Con una direzione creativa e una sceneggiatura che rispettano l'essenza dei libri, la serie mira a catturare sia i nuovi spettatori che quelli di lunga data. Le informazioni ufficiali sono disponibili su vari portali di notizie e sui canali social dedicati, dove si possono trovare aggiornamenti su cast e trama.

## Libri

### Edizione Mondolibri
1. Dark Lover - Un amore proibito (2008, ISBN 9788817040136) (Dark Lover, 2005)
2. Lover Eternal - Un amore immortale (2009, ISBN 8022264775472) (Lover Eternal, 2006)
3. Lover Awakened - Un amore impossibile (2009, ISBN 8022264778213) (Lover Awakened, 2006)
4. Lover Revealed - Un amore violato (2010, ISBN 8022264785709) (Lover Revealed, 2007)
5. Lover Unbound - Un amore indissolubile (2010, ISBN 8022264785716) (Lover Unbound, 2007)
6. Lover Enshrined - Un amore prezioso (2011, ISBN 8022264790833) (Lover Enshrined, 2008)
7. Lover Avenged - Un amore infuocato (2011) (Lover Avenged, 2009)
8. Lover Mine - Un amore selvaggio (2012) (Lover Mine, 2010)
9. Lover Unleashed - Un amore irresistibile (2012) (Lover Unleashed, 2011)
10. Lover Reborn - L'amore rinato (2013) (Lover Reborn, 2012)
11. Lover at Last - L'ora dell'amore (2013) (Lover at Last, 2013)
12. The King - Il Re è tornato (2014) (The King, 2014)
13. The Shadows (2015) (The Shadows, 2015)
14. The Beast (2016) (The Beast, 2016)
15. The Chosen (2017) (The Chosen, 2017)
16. The Thief (2018) (The Thief, 2018)
17. The Savior (2019) (The Savior, 2019)
18. The Sinner (2020) (The Sinner, 2020)
19. Lover Unveiled (2021) (Lover Unveiled, 2021)
20. Lover Arisen (2022) (Lover Arisen, 2022)
21. Lassiter (2023) (Lassiter, 2023)
22. The Beloved (2024)

Mondolibri nel 2012 ha pubblicato anche La confraternita del pugnale nero - La guida definitiva (The Black Dagger Brotherhood: An Insider's Guide).
Gli eredi della confraternita del pugnale nero
1. BLOOD KISS
2. BLOOD VOW
3. BLOOD FURY
4. BLOOD TRUTH

### Edizione Rizzoli
1. Il risveglio (2010, ISBN 978-88-17-04013-6) (Dark Lover, 2005)
2. Quasi tenebra (2010, ISBN 978-88-17-04652-7) (Lover Eternal, 2006)
3. Porpora (2010, ISBN 978-88-17-05250-4) (Lover Awakened, 2006)
4. Senso (2011, ISBN 978-88-17-04725-8) (Lover Revealed, 2007)
5. Possesso (ISBN 978-88-17-05103-3) (Lover Unbound, 2007)
6. Oro sangue (ISBN 978-88-17-05332-7) (Lover Enshrined, 2008)
7. Riscatto (ISBN 978-88-17-05505-5) (Lover Avenged, 2009)
8. Tu sei mio (ISBN 978-88-17-05709-7) (Lover Mine, 2010)
9. Ferita (ISBN 978-88-17-06356-2) (Lover Unleashed, 2011)
10. Rinascita (ISBN 978-88-17-06730-0) (Lover Reborn, 2012)
11. Il cerchio degli amanti (ISBN 978-88-17-07214-4) (Lover at Last, 2013)
12. Il re (ISBN 978-88-17-07812-2) (The King, 2014)
13. Le Ombre (ISBN 978-88-17-08484-0) (The Shadows, 2015)
14. La Bestia (ISBN 978-88-17-09362-0) (The Beast, 2016)
15. La prescelta (ISBN 978-88-17-10319-0) (The Chosen, 2017)
16. Ladra di cuori (2019, ISBN 978-88-17-10973-4) (The Thief, 2018)
17. Ossessione (2020, ISBN 978-88-17-14654-8) (The Savior, 2019)
18. Il peccatore (2021, ISBN 978-88-17-15678-3) (The Sinner, 2020)

## Personaggi
Wrath
Conosciuto anche come il Re cieco, figlio di Wrath. È il Re di tutti i vampiri, l'ultimo vampiro con il sangue completamente puro rimasto in vita. È quasi cieco e non ha alcun desiderio di ascendere al trono che gli spetta di diritto. Si innamora di Beth, sua shellan, figlia mezzosangue di uno dei suoi fratelli guerrieri, Darius. Il libro a lui dedicato è Risveglio. Dalla fine di Lover Avenged, Wrath completamente cieco si affida ad un cane di nome George e a sua moglie Beth per spostarsi. Costituisce una leggenda per la società dei lesser, che lo temono grandemente.
Rhage
È il figlio di Tohrture ed è considerato il più forte ed il più bello di tutti i Fratelli della Confraternita, nonché quello dal maggior appetito sessuale a causa della "bestia" in cui si trasforma quando è arrabbiato o sotto stress, viene chiamato Hollywood dai suoi fratelli a causa del suo bell'aspetto. La bestia che costituisce la sua Maledizione gli venne imposta dalla Vergine Scriba e costituisce un pericolo per chiunque si trovi nei paraggi quando la creatura decide di manifestarsi. L'unica che è immune alla rabbia della bestia sembra essere Mary, per cui la bestia sembra nutrire dei sentimenti, proprio come lo stesso Rhage. La sua storia viene raccontata in Quasi Tenebra, in cui si innamora di un'umana di nome Mary, che deciderà di prendere come compagna.
Zsadist
Figlio di Aghony, è il più spaventoso tra i fratelli. Sottratto alla sua famiglia ancora in fasce, viene tenuto in schiavitù finché il fratello gemello Phury non lo libererà, circa un secolo più tardi. Di solito, quando si parla di lui, si dice che è Distrutto, non rotto. da tutti coloro che l'hanno conosciuto prima che incontrasse l'aristocratica Bella, che diventerà la sua shellan. La sua storia e il libro a lui dedicato è Porpora. Al momento è il compagno di Bella e, insieme, hanno una bambina, Nalla. Il profondo cambiamento che ha subito da quando ha incontrato la propria shellan si riflette nei suoi occhi: un tempo due pozzi neri, oggi sono di nuovo giallo-dorati, proprio come quelli del gemello.
Butch/Dhestroyer
È l'unico umano a cui è concesso far parte della Confraternita e la sua discendenza risale alla famiglia di Wrath. Tale connessione gli permette di essere trasformato in un vampiro. È presente in tutti i libri della Confraternita. Abita in una casa vicino a quella principale, insieme all'amico Vishous, che è anche quello a cui si sente più legato all'interno della Confraternita. Da ex-detective della omicidi, i fratelli lo chiamano inizialmente sbirro, si scopre che in realtà è il protagonista di un'antica profezia dei Lesser e ha l'abilità di percepire la loro presenza e di assorbirli dentro di sé. Una volta infettato dalla loro presenza, solo la mano di Vishous può depurare di nuovo il suo corpo. La sua storia e l'amore per la vampira Marissa sono raccontati nel quarto libro della saga, Senso.
Vishous
È il più intelligente tra i fratelli e quello che è maggiormente dotato (o maledetto, a seconda dei casi). La sua maledizione è la sua capacità di predire il futuro: vede ciò che succederà ma non il quando, così che è destinato a non poter salvare le persone che ama, malgrado sappia il loro fato. La sua faccia, i suoi genitali – è per metà castrato a causa della violenza paterna – e tutta la sua mano sono tatuate. Tale potere è eredità diretta di sua madre, La Vergine Scriba, madre della razza. Si innamora di una dottoressa umana, Jane Whitcomb. Si parla di lui e della sua storia del libro intitolato Possesso.
Phury
Figlio di Aghony, è il fratello gemello di Zsadist. Inizialmente la sua vita è segnata dal voto di castità, fatto in memoria delle atroci sofferenze patite dal fratello. Phury è incredibilmente leale verso il fratello, tanto da essersi di proposito maciullato una gamba a suon di spari per liberarli entrambi durante la fuga dal luogo della sua prigionia. Spinto dalla sua nobile indole, per aiutare Vishous a liberarsi del ruolo di Primale della razza, si addossa la suddetta carica. Si innamora, tuttavia, di Cormia, la Prescelta, la prima fra le Elette, sue compagne. Si parla di lui nel sesto libro, Oro Sangue.
Rehvenge
Cognato di Zsadist, fratello di Bella, è un mezzo-sympath, divoratore di peccati, possiede un locale di dubbia reputazione, lo ZeroSum. È parte della glymera, l'aristocrazia dei vampiri, e Leahdyre del concilio della stessa. Nasconde la sua vera natura di mezzo sympath anche dalla sorella, per proteggerla. Si parla della sua storia nel libro intitolato Riscatto.
Tohrment
Subentra come capo della Confraternita quando Wrath assume ufficialmente il titolo di re. Era il fratello più calmo e misurato, serio ma con un grande cuore, finché i lesser non hanno ucciso la sua shellan, Wellsie, e il figlio che lei portava in grembo. Scompare per un po', finché un angelo caduto, Lassiter, non lo riporta alla Confraternita, benché molto debole e sciupato. In passato, il padre l'aveva disconosciuto e il fratello Darius l'aveva portato con sé nel Vecchio Continente. Lui e Darius, poi, salveranno una donna che si scoprirà essere la madre biologica di Xhex. La sua storia sarà raccontata in Lover Reborn.
John Matthew/Tehrror
È la reincarnazione di Darius. Nato muto, John usa il Linguaggio dei Segni per comunicare con gli altri. Prima di scoprire di essere un vampiro, John viveva da solo nel mondo umano. Venne avvicinato da un umano nel suo palazzo e stuprato, che lo costrinse a rivolgersi allo sportello telefonico anti-suicidio di Caldwell, dove conobbe Mary Luce. Seguendola a casa, scopre che si tratta della vicina di Bella, che sarà colei che riconoscerà di John un vampiro, soprattutto grazie al braccialetto del ragazzo sul quale, nell'Antica Lingua, compare il nome di uno dei fratelli: Tehrror. Bella contatta la Confraternita. Saputa la sua vera natura, John viene ospitato da Thor e Wellsie. Una volta superata la transizione, Wrath gli permette di unirsi alla lotta contro i lesser, fornendogli le conoscenze circa le armi e le tecniche di combattimento. La storia che parla di lui e Xhex è raccontata in Tu sei mio. I suoi due migliori amici sono Qhuinn e Blaylock. A causa delle grandi affinità del loro passato, lui e Zsadist condividono un profondo legame.
Elizabeth "Beth" Randall
Viene introdotta come una semplice umana, che tuttavia si scopre essere figlia del fratello deceduto Darius. Giornalista prima di trasformarsi in vampira, è l'amata shellan di Wrath e la regina mezzosangue dei vampiri. Scopre più tardi di essere la sorellastra di John. La sua profonda connessione con Butch gli permette di essere ammesso nei ranghi della Confraternita. Ha un gatto, Boo, che andrà molto d'accordo con il cane di Wrath, George.
Mary Madonna Luce
Segretaria in un ufficio legale e volontaria presso la linea telefonica di supporto morale di Caldwell, Mary è la shellan umana di Rhage. Il suo nome è un omaggio alla Vergine Maria, grazie alla madre estremamente religiosa. Mary è malata di leucemia quando conosce Rhage. La sua voce attrae subito il guerriero e la sua Bestia: tutti i suoi fratelli hanno paura della Bestia ma non Mary, che ama viene a sua volta amata dalla bestia ed è l'unica in grado di gestirla. Guarisce dalla leucemia dopo che Rhage fa un patto con la Vergine Scriba, scambiando una vita (Mary, che è la vita di Rhage) per un'altra vita (quella di Mary ma senza di lui). Un patto che viene invalidato dal fatto che Mary non può avere figli in seguito alle cure contro il cancro. È dunque così che la Vergine Scriba acconsente a Rhage di stare con un'umana poiché quest'ultima non potrà mai dargli un figlio e questo è ritenuto una punizione sufficiente.  Mary è inoltre la confidente di Zsadist: prima gli insegnerà a scrivere e a leggere e, poi, l'aiuterà a superare il rancore che porta verso la Padrona – la donna che l'ha tenuto prigioniero da giovane, trattandolo come schiavo ed abusando sessualmente di lui.
Wellesandra "Wellsie"
Figlia del Principe Relix, è la shellan di Tohrment. È una donna coraggiosa, altruista e molto leale, che prende molto seriamente il suo ruolo di shellan di un guerriero, supportando costantemente il suo uomo e aiutando anche le altre shellan, in particolare la neo-regina Beth, a sopravvivere con la costante preoccupazione dei mariti in battaglia contro i lesser. Wellsie e Tohr vivono felicemente sposati per più di 200 anni quando decidono di avere un figlio loro. Per una vampira, la gestazione e il parto sono momenti molto delicati e pericolosi, che dunque tengono Tohr costantemente in ansia e in uno stato di preoccupazione. Lei e Tohrment accolgono John Matthew prima della sua transizione, trattandolo come un figlio adottivo. Wellsie e suo figlio non ancora nato saranno uccisi da un lesser, Mr. O, insieme a sua cugina Sarelle.
Bella
Vampira proveniente da una grande famiglia aristocratica di vampiri, è la vicina di Mary. Quando viene catturata da un lesser di nome David, viene salvata dal suo futuro hellren, Zsadist. È la sorella minore di Rehvenge e, insieme a Zsadist, ha una figlia di nome Nalla.
Marissa
È la grande bellezza della sua specie. Dal momento che un vampiro, per sopravvivere, ha bisogno di nutrirsi da un vampiro di sesso opposto, lei ha costituito la fonte di nutrimenti di Wrath per oltre 300 anni. Si trattava tuttavia solo di un legame dettato dal bisogno e privo di qualsivoglia coinvolgimento romantico. Malgrado il suo legame al re – che poi sposerà Beth – Marissa viene attratta da Butch nell'attimo stesso in cui posa gli occhi su di lui. Suo fratello, il dottor Havers, la caccia di casa non appena scopre dei suoi sentimenti verso l'umano. Quando poi Butch diventerà un vampiro, lei sarà la sua shellan. Insieme a Mary, aiuta a mandare avanti Porto Sicuro, un rifugio per madri in difficoltà e i loro bambini.
Dott.sa Jane Whitcomb
È una brillante dottoressa di traumatologia, che opera Vishous quando quest'ultimo arriva in ospedale ferito da un colpo di arma da fuoco. È lei ad aiutare V a confrontarsi con i suoi traumi del passato. Dopo essere stata uccisa da un lesser, Vishous tenta di riportarla in vita utilizzando il proprio sangue e il cuore di lesser, ma viene bloccato da sua madre – la Vergine Scriba – che polverizza il corpo di Jane. In seguito, facendo appello al suo lato materno, la Vergine Scriba sacrifica ciò che ama (i suoi uccellini) per ciò che ama suo figlio (Jane). La dottoressa torna in vita sotto particolare forma – cambiando dallo stato di fantasma allo stato corporeo a suo piacimento, in modo tale che la maledizione della mano di V non possa nuocerle. È il medico personale della Confraternita.
Cormia
Viene scelta come la Prima tra le Elette dal Primale della specie, Phury. Una volta che Phury sceglie di accoppiarsi solo con lei e non con tutte le Elette – come prevede la tradizione. Lei e Phury diventano una sorta di genitori per tutte le altre Elette, a cui la Vergine Scriba garantisce una libera uscita per passare del tempo sulla Terra. Inoltre, Cormia e Phury diventano genitori del giovane Ahgony.
Ehlena
Infermiera presso lo studio del dott. Havers, fratello di Marissa, viene licenziata per aver dato degli antibiotici sotto banco a Rehvenge. Inizialmente la donna tiene le distanze dal sympath, ma presto il rapporto tra i due cambia. Il livello di intimità diventa molto profondo, tanto da far sì che Rehv le riveli dei suoi loschi traffici a Caldwell e la sua stessa natura. La donna, spaventata, scappa da lui. Rehvenge inscena la sua stessa morte ma, una volta che Ehlena scopre che il suo innamorato è ancora in vita, chiede aiuto a Xhex e alla Confraternita per poterlo ritrovare. È una delle aiutanti di Jane e della Confraternita, nonché la shellan di Rehvenge.
Xhexania "Xhex"
È una ragazza dura, un vero e proprio maschiaccio: alta, leggermente muscolosa e dai capelli corti. È mezza sympath e impiegata di Rehvenge allo ZeroSum come buttafuori e/o co-manager. È molto vicina al suo capo, con cui condivide la sua natura, ed è molto protettiva nei suoi confronti, soprattutto per via del fatto che è costretto a ripagare sessualmente la Principessa sympath una volta al mese, per via di un errore che lei ha commesso venticinque anni prima. Un tempo è stata impegnata con il Fratello Murhder e ancora oggi è terribilmente dispiaciuta per averlo condotto alla follia. Viene catturata dal figlio dell'Omega, Lash, per rimpiazzare il suo precedente ostaggio – la Principessa sympath. Diventa la shellan di John Matthew in Amore Selvaggio e si copre che il suo nome completo è Xhexania, attribuitole da Darius, che nell'antico idioma vuol dire colei che è amata.
Payne
È la sorella gemella di Vishous. È la figlia della Vergine Scriba e, malgrado sia una donna, è una guerriera proprio come suo fratello e suo padre, il Carnefice. È stata tenuta prigioniera dalla madre per moltissimo tempo, poiché ritenuta un pericolo per gli altri e per se stessa, dal momento che era troppo simile all'indole del padre. Una volta che la Vergine Scriba offre alle Elette la possibilità di scegliere e dunque il libero arbitrio in Un Amore Prezioso, sente di dover fare lo stesso con Payne: per questo la ragazza non prova altro che risentimento nei confronti della madre. La sua storia viene raccontata nel libro Un amore irresistibile.
Autumn
Era un membro della glymera (l'aristocrazia dei vampiri) ma, in seguito ai terribili fatti capitatile, sceglie di chiamarsi No'One (nessuno). Senza mai entrare nel Fado, malgrado il suo suicidio, serve la Vergine Scriba e le altre Elette nell'Altro Lato, coprendosi sempre con una lunga tunica bianca. È amica di Payne e dell'Eletta Layla, nonché la madre naturale di Xhex (come si scopre in Un amore selvaggio) e il suo vero nome è Rosalhynda. Si uccide poco dopo la nascita di Xhex, incapace di vivere e veder soffrire sua figlia. In seguito a Un amore selvaggio, diventa la serva personale di Payne nel mondo umano – cosa che le permette di stare accanto alla figlia, Xhex. In Un amore rinato diventa la shellan di Tohrment, il quale le attribuisce il nome di Autumn.